# 卡斯特羅戰爭
卡斯特羅戰爭（義大利語：Guerra di Castro）是一個於17世紀爆發於卡斯特羅城（位於今拉吉歐）及其周邊的一系列軍事衝突，戰爭導致卡斯特羅於1649年被毀滅。
這場戰爭是三個教宗家族之間的權力鬥爭，由教宗烏爾巴諾八世的巴貝里尼家族以及教宗諾森十世的潘菲利家族對抗控制著卡斯特羅及其周邊領土的卡斯特羅公爵，前教宗家族法爾內塞家族的奧多阿爾多·法爾內塞及拉努喬二世·法爾內塞。

## 背景

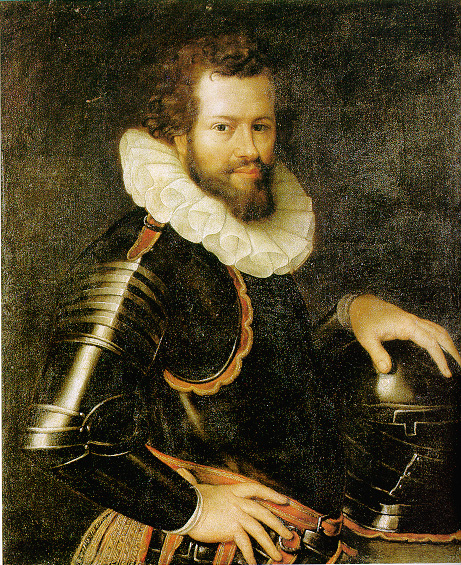
帕爾馬公爵拉努喬一世·法爾內塞像

17世紀中葉的教宗政策是非常複雜的，這與天主教世界中頻繁變換的軍事及政治聯盟有關。帕爾馬公國與教宗之間的鬥爭起源已無法精確考證，但可從戰爭發生的數十年前的政治事件中看出一些端倪。
1611年，一群來自摩德納及曼圖亞的陰謀者被指控一個企圖謀殺帕爾馬公爵拉努喬一世·法爾內塞及其他法爾內塞家族成員的陰謀，事實上，這個陰謀是由當時一個與此案完全無關的囚犯所供認並將之牽連其他貴族的。雖然這個陰謀缺乏可行的證據，但導致約100名被指認可能的陰謀者遭到折磨並於1612年在帕爾馬主廣場被處決，許多貴族的財產遭到沒收，這些動作已導致許多貴族的不滿。直到拉努喬一世於1622年死亡前他都偏執的相信那些來自女巫及異端分子企圖殺死他的詛咒，他隨意逮捕並迫害所謂的女巫（絕大多數為無辜的）及其同謀，其中包括他自己的情婦克勞蒂亞·科拉，拉努喬一世將她活活燒死。他也堅信其他貴族仍然在密謀將他弄垮台。
然而，法爾內塞家族與其他義大利貴族之間的緊張關係並不僅止於發生在帕爾馬的事件。歷史學家利奧波德·馮·蘭克給出了一個於1639年帕爾馬及皮亞琴察公爵奧多阿爾多·法爾內塞造訪羅馬的事件。奧多阿爾多大張旗鼓地來到羅馬，他獲得了許多禮物，並由教宗的兩位姪子樞機弗朗切斯科·巴貝里尼及安東尼奧·巴貝里尼親自護送進城，但公爵拒絕對教宗的另一個姪子，新任羅馬行政長官塔迪奧·巴貝里尼繳納這些歡迎他進城的開支，失去了應有的尊重。公爵準備離開時，建議教宗準備些人馬護送他離開（這項權利通常只保留給托斯卡納大公），方濟各·巴貝里尼樞機拒絕了，公爵生氣地離去並敦促教宗對他兩個無理的姪子樞機做出懲處。
兩位姪子樞機非常的氣憤並說服了教宗藉由禁止卡斯特羅產出的糧食輸入至羅馬及其周邊屬地來懲罰公爵，這項決策剝奪了公爵一個重要的收入來源。公爵的債權人看到了機會，他們本就認為公爵將大量的金錢花費在米蘭對抗西班牙的軍隊以及奢侈的生活上，現在又缺少了收入，無法如期繳納欠款，對此不滿的債權人們向教宗尋求協助，而教宗也正好藉此機會，透過軍事行動企圖迫使公爵繳納他的貸款。

## 準備戰爭

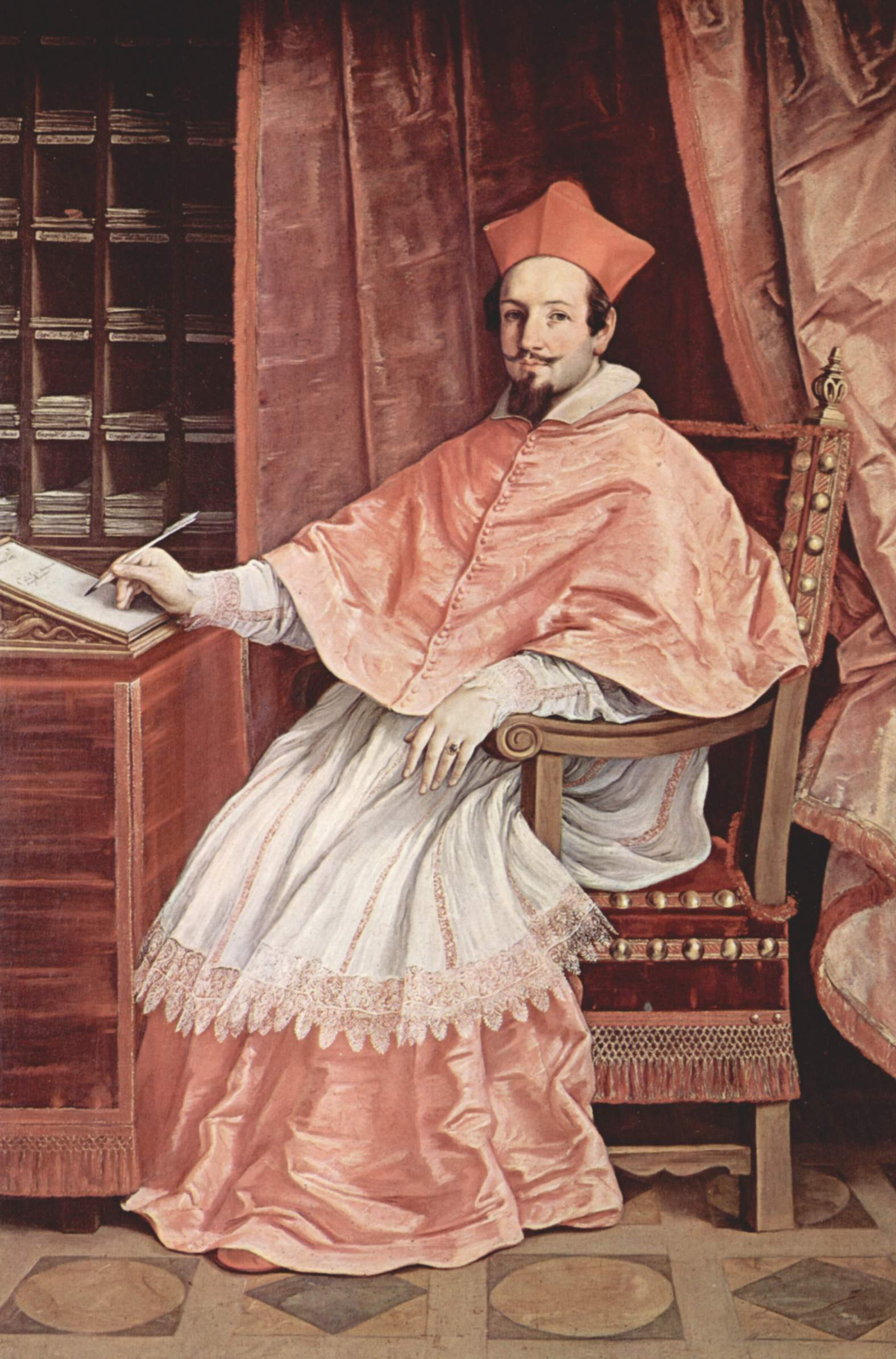
貝爾納爾迪諾·斯帕達樞機像

烏爾巴諾八世藉由派他的姪子安東尼奧·巴貝里尼，軍事將領法布里奇奧·薩維利和路易吉·馬泰前去佔領卡斯特羅來回應公爵債權人的請求，教宗軍隊中還包括指揮官阿希爾·代唐普斯·德·瓦朗塞和康奈利奧·馬爾瓦西亞侯爵。
與此同時，教宗因害怕羅馬之劫再次發生，派遣伯爾納鐸·斯帕達樞機作為全權大使，努力解決這項危機。斯帕達樞機在喬治堡成功與帕爾馬公爵達成一項停火協議，但教宗部隊隨即發現公爵正在集結軍隊準備對付他們，烏爾巴諾八世宣布停火協議無效並聲稱斯帕達樞機的談判內容並未經過他的同意，斯帕達樞機之後發表了聲明，詳細說明他自己的事件版本，而他的版本也被當時著名作家約翰·巴爾格瑞夫認為是事實。
烏爾巴諾八世於1641年將部隊集結於整個羅馬，僱傭兵及正規軍充斥著大街小巷，安東尼奧·巴貝里尼被迫採取特殊措施來維持城市的秩序及權威，但是教宗需要更多的軍隊，他將賽里公爵，一位因管理公國問題傷害教宗國官員而被囚禁的囚犯，以及馬力歐·弗朗基帕尼（Mario Frangipani），另一位因在自家謀殺他人而被關押的囚犯赦免，並讓他們指揮部分教宗軍隊。

## 第一次卡斯特羅戰爭

### 初期的勝利
1641年10月12日，路易吉·馬泰帶領12,000名步兵及4,000名騎士前去攻打卡斯特羅，教宗的軍隊在路上遇到40名防守連結鎮上橋梁的守軍，教宗軍下令使用火炮攻擊，雖然僅造成一名敵軍死亡，但已經足夠使敵軍投降。卡斯特羅及其周邊小鎮很快的便投降了。他們也發現法布里奇奧·薩維利不是一個帶有熱忱的指揮官，他遭到教宗更換，由教宗的姪子塔迪奧·巴貝里尼取而代之，塔迪奧於1642年1月5日隨著來自教宗國城市費拉拉所派出的特遣隊抵達。
1642年1月13日，烏爾巴諾八世宣布將奧多阿爾多逐出教會並撤銷他的封地（帕爾馬及卡斯特羅公國是由奧多阿爾多的曾曾曾曾祖父保祿三世所冊封的），奧多阿爾多這一次親自出征來對抗教宗，他的部隊很快地就進入了教宗國，眼看就要接近並威脅羅馬了，此時奧多阿爾多卻躊躇不前。教宗把握機會繼續籌組一支新的軍隊，這一次教宗擁有三萬大軍，這足以脅迫奧多阿爾多返回自己的領土。奧多阿爾多隨後與威尼斯共和國、大舅子斐迪南二世·德·美第奇的托斯卡納大公國以及他妹婿法蘭西斯科一世·埃斯特的摩德納及雷焦公國結盟對抗教宗。

### 陷入困境

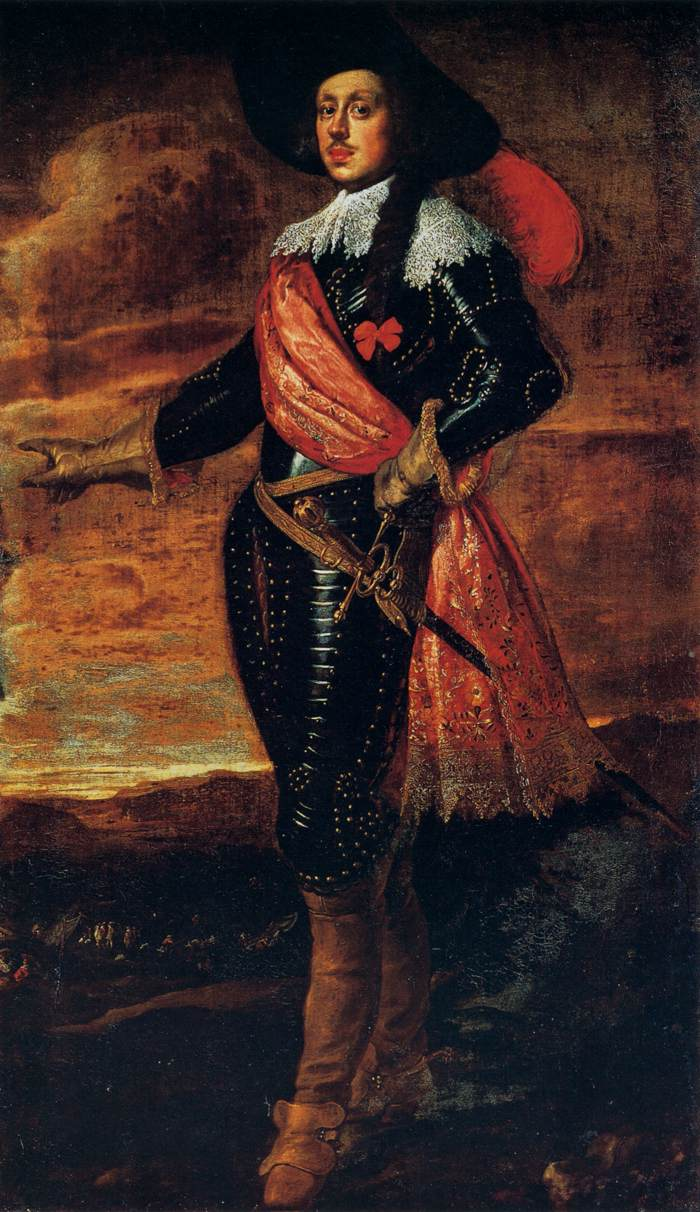
奧多阿爾多盟軍指揮官馬提亞斯·德·美第奇像

一開始，教宗宣布任何幫助奧多阿爾多的人都會被逐出教會，但奧多阿爾多的盟友宣稱他們要對付的不是教宗，而是巴貝里尼家族（但教宗本人來自該家族）。教宗對此無可奈何，只好向他的老盟友－西班牙尋求協助，但西班牙的部隊都被挪去參與三十年戰爭了，沒有多餘兵力，只能派遣非常少量的兵力去協助教宗，也因為如此，絕大多數的教宗兵力都是來自法國，而幫助奧多阿爾多的則大多是德國人。
被激怒的教宗增加更多的稅收並持續提升他的軍隊人數。安東尼奧·巴貝里尼樞機在對抗威尼斯及摩德納上得到了成功，但在托斯卡納的特拉西梅諾湖周邊的戰事卻遭受了很大的潰敗。戰事持續到1643年，仍舊沒有一方有著明顯的優勢，而兩方都已投入巨大的資金在戰事上，據資料顯示，烏爾巴諾八世及其支持者在這3年的衝突中就至少已經花費了600萬塔勒。

### 戰爭失利
1644年3月17日的戰役是導致教宗部隊失利的關鍵，這場戰役中教宗部隊被迫投降，而安東尼奧·巴貝里尼樞機差點被捕獲。和平協議於3月31日在費拉拉簽訂。和平協議的內容包括奧多阿爾多再次加入天主教會，而所有他被撤銷的土地及頭銜皆恢復。另外禁止卡斯特羅的糧食輸入羅馬的禁令也被解除，而奧多阿爾多也可以繼續償還對羅馬債權人的債務。這項和平協議的簽訂代表著第一次卡斯特羅戰爭的結束，普遍認為這對烏爾巴諾八世是一個極大的恥辱，因為他即使透過勞民傷財的戰爭仍舊無法達到目的。

### 教宗家族遭到流放
烏爾巴諾八世對戰爭結果極為難過，並在不久後患上了嚴重的疾病，於1644年7月29日去世，僅在簽訂和平協議的短短幾個月後。縱使烏爾巴諾八世任命了多位親屬為樞機，樞機團仍然於1644年9月15日選出了來自潘菲利家族的諾森十世為教宗。諾森十世上任後馬上開始調查戰爭期間的財政問題，他調查出光是在第一次卡斯特羅戰爭就花費了教廷國庫1,200萬斯庫多 ，他也發現烏爾巴諾八世也對羅馬居民徵收特別稅以填補國庫，巴貝里尼的家族成員獲悉消息後在馬扎然樞機的幫忙下逃往法國，他們在法國受到路易十四的歡迎及庇護。
一直到1653年巴貝里尼家族終於被允許能夠回到羅馬。塔迪奧·巴貝里尼於流亡期間的1647年去世，他的兄弟最後透過塔迪奧的小兒子，馬費奧·巴貝里尼與諾森十世的姪孫女，奧林皮婭·吉烏斯提尼亞尼聯姻而和解。塔迪奧的大兒子，卡羅·巴貝里尼則被諾森十世任命為樞機，塔迪奧的女兒，魯克蕾齊亞·巴貝里尼嫁給了在戰爭中對抗教宗家族的摩德納公爵法蘭西斯科一世·埃斯特。

## 第二次卡斯特羅戰爭
簽署和平協議後原本一切應該就此風平浪靜，但事實並非如此。1646年奧多阿爾多去世，他的兒子拉努喬二世·法爾內塞繼位，拉努喬二世於1649年拒絕繳納他的父親在和平協議里同意支付債權人的款項，他還拒絕承認由教宗諾森十世於1648年任命的新任卡斯特羅教區主教基道霍·加爾達，拉努喬二世不讓主教進入卡斯特羅，主教花了近一年的時間試圖打破僵局仍未果，1649年3月28日，當主教行經鄰近卡斯特羅的蒙泰羅西遭到謀殺後，教宗指控拉努喬二世及他的支持者是這起謀殺的主謀。
為了報復殺害神職人員的罪刑，教宗向卡斯特羅進軍，拉努喬二世試圖反抗，但他的軍隊於1649年9月2日被路易吉·馬泰擊潰，在教宗的命令下，教宗軍隊將卡斯特羅徹底摧毀，他們不僅將卡斯特羅的防禦工事及房子摧毀，甚至將教堂及所有與教宗國有所關聯的事物全部摧毀殆盡。作為最後的羞辱，軍隊將位於卡斯特羅的法爾內塞宮給摧毀並豎立一個柱子上面寫著「卡斯特羅曾經在此」（「Quì fu Castro」）。
拉努喬二世被迫將卡斯特羅及其周邊屬地割讓給教宗，這標誌著第二次卡斯特羅戰爭和卡斯特羅本身的結束，卡斯特羅此後再也沒有重建過。